# Friedländer Tor (Kaliningrad)

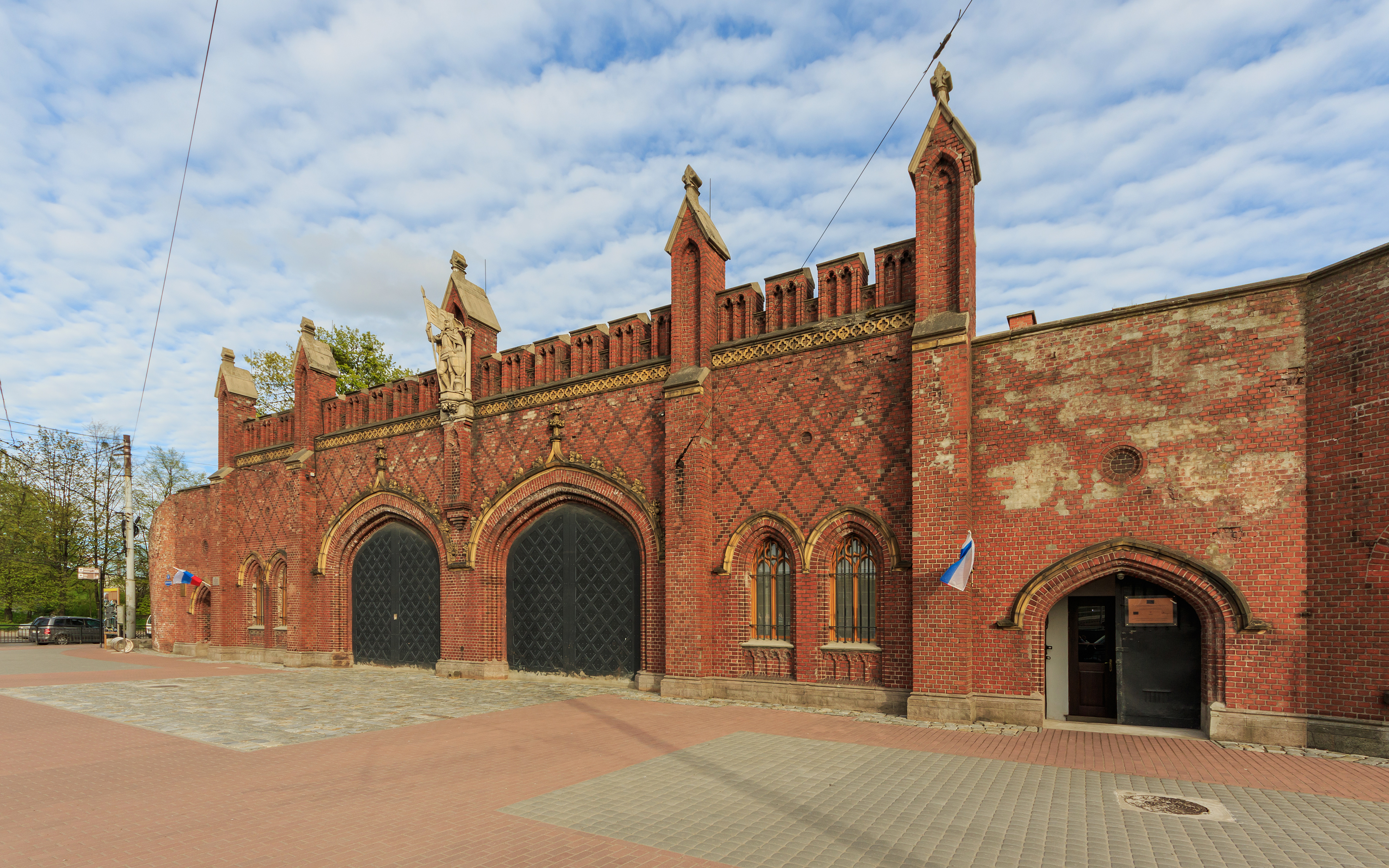
Heutiger Zustand

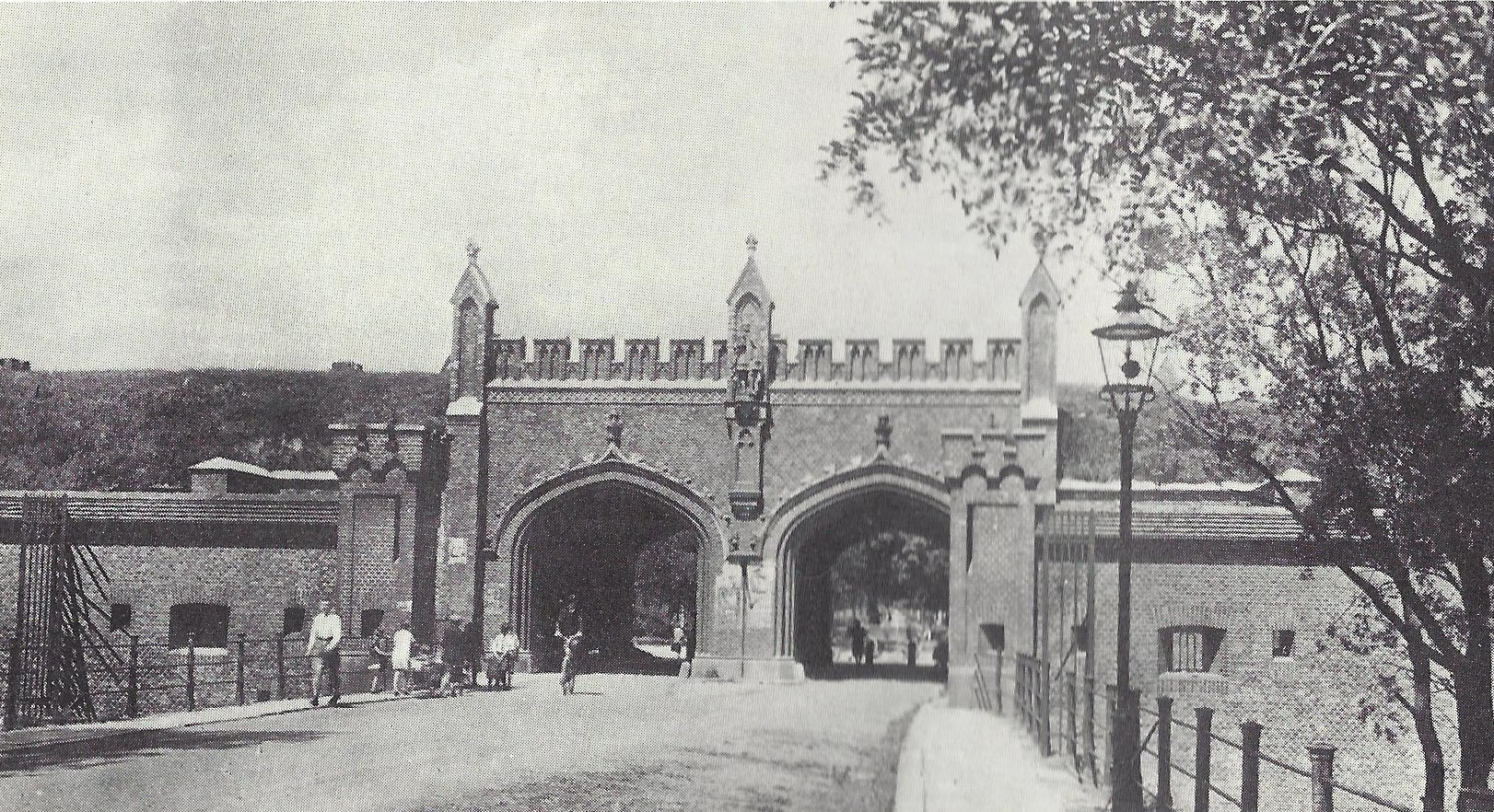
Friedländer Tor, historische Ansicht

Das Friedländer Tor (russisch Фридландские ворота, Fridlandskije worota) in der russischen Stadt Kaliningrad, dem früheren Königsberg, befindet sich an der Einmündung des prospekt Kalinina in die uliza Dserschinskowo an der Nordost-Ecke des Kaliningrader Südparks. Benannt ist das Tor nach der ostpreußischen Kleinstadt Friedland, wohin die Straße durch dieses Tor führte. Die Mannschaftsunterkünfte und die Abwehreinrichtungen auf der Feldseite sind erhalten. Im Friedländer Tor befindet sich heute ein Museum zum historischen Königsberg.

## Architektur

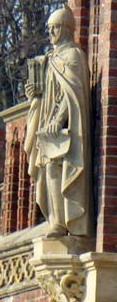
Skulptur von Siegfried von Feuchtwangen an der Feldseite des Friedländer Tores

Die Spitzbogenportale der beiden Durchfahrten des im Stil der Neugotik errichteten Tores sind mit Steinblumen verziert. Die Fassade ist durch fünf Strebepfeiler zergliedert, die in kleine Türmchen mit Violen auslaufen. Die Türme und Zacken der Brustwehr sind mit Nischen, Bögen und Ornamenten verziert.
Zur Stadtseite ist die Torfassade mit der Figur des Komturs von Balga, Friedrich von Zollern, geschmückt. An der Feldseite befindet sich das Standbild von Siegfried von Feuchtwangen. Die aus Sandstein gefertigten Standbilder wurden in den ersten Nachkriegsjahren mutwillig zerstört und sind in den Jahren 2005 bzw. 2008 restauriert worden.

## Geschichte
Seit dem 17. Jahrhundert existierte dort ein aus Palisaden errichtetes Tor. Das heutige Tor wurde im Jahr 1862 als letztes Bauwerk des inneren Königsberger Befestigungsgürtels im Südosten des Stadtteils Haberberg eingeweiht. Von allen Stadttoren war das Friedländer Tor am stärksten mit Kassetten und Schießscharten (für Gewehr und Artillerie) armiert.
Als Hans Lohmeyer den inneren Verteidigungsring entfestigen und eine am Tor vorbeiführende Straße bauen ließ, wurde das Tor in den 1920er Jahren bedeutungslos und in den neuen Volkspark an der südlichen Wallfront einbezogen.
Nach 1945 wurden die Öffnungen vermauert und mit Türen versehen und das Innere in den 1950er und 1960er Jahren als Lagerhalle benutzt. Bei einer Reinigungsaktion der Teiche im Südpark Ende der 1980er Jahre gefundene Haushalts- und militärische Gegenstände bildeten die Grundlage zur Einrichtung eines Museums. Dafür wurden die Tore auf der Stadtseite nun vollständig, und auf der Feldseite bis auf kleine Türen mit Ziegeln zugemauert.